# گلیکولیپید

گلیکولیپید

گلیکولیپید (انگلیسی: Glycolipid) گونه‌ای از لیپید است که کربوهیدرات با پیوند گلیکوزیدی به آن متصل شده‌است. نقش آن حفظ پایداری غشاء و ساده کردن شناسایی سلولی است. کربوهیدرات‌ها در سطح همهٔ غشاهای سلول یوکاریوتی یافت می‌شوند. این مواد، از فسفولیپید دولایه به محیط آبی چندسلولی گسترش می‌یابند. فسفولیپید دولایه محیطی برای شناسایی مواد شیمیایی خاص و کمک به حفظ پایداری غشاء و متصل کردن سلول‌ها به یکدیگر برای تشکیل بافت‌ها است.

## ساختار
ساختار پایهٔ گلیکولیپید، پیوند کربوهیدرات مونوساکارید یا اولیگوساکارید به بخش لیپید است. گروه لیپید اغلب شامل بدنهٔ گلیسیرینی یا اسفنگوزینی است که گلیسروگلیکولیپید و اسفنگولیپید را -که دو ردهٔ اصلی گلیکولیپیدها هستند- پدید می‌آورند. لیپید که مولکولی غیرقطبی است، می‌تواند با لیپید دولایهٔ غشای سلولی اندرکنش انجام دهد و گلیکولیپید را به سطح سلول متصل کند. کربوهیدرات به عنوان جزء لیگاند گلیکولیپید به کار می‌رود و ساختار آن بر اساس ساختار مولکولی که به آن می‌چسبد، متفاوت است. کربوهیدرات شامل گروه‌های قطبی است که مولکول را قادر می‌سازند در محیط آبی پیرامون سلول حل شود. کربن آنومری قند با گروه هیدروکسیل موجود در لیپید پیوند می‌خورد.